# Đảng Cộng sản Triều Tiên
Đảng Cộng sản Triều Tiên (tiếng Hàn: 조선공산당; Hanja: 朝鮮共産黨), thường gọi tắt là Triều Cộng, là một chính đảng theo chủ nghĩa cộng sản được Quốc tế Cộng sản thành lập tại một hội nghị bí mật ở Seoul vào năm 1925 dưới thời bị Nhật Bản đô hộ. Thập niên 1920, Đảng Cộng sản Triều Tiên mở rộng hoạt động ra tận các khu vực có người Triều Tiên sinh sống gồm Nhật Bản và Mãn Châu. Năm 1925, Toàn quyền Triều Tiên đã cấm các đảng cộng sản theo Luật Bảo tồn Hòa bình, vì vậy đảng này phải hoạt động một cách bí mật. Do bị Nhật đàn áp, Trung ương đảng này bị xóa sổ rồi lập lại nhiều lần, vì thế mà có Đảng Cộng sản Triều Tiên thứ nhất đến tận thứ tư. Sau khi Đảng Cộng sản Triều Tiên thứ tư bị Quốc tế Cộng sản xóa sổ vào năm 1929 vì mâu thuẫn, nhiều chi bộ của nó vẫn tồn tại và phong trào tái lập Đảng Cộng sản Triều Tiên vẫn được tiếp tục.
Sau Chiến tranh Thái Bình Dương, Đảng Cộng sản Triều Tiên được tái lập vào tháng 9 năm 1945. Nó chính là một trong những tiền thân của Đảng Lao động Triều Tiên đang lãnh đạo Cộng hòa Dân chủ Nhân dân Triều Tiên hiện nay. Tuy nhiên, người sáng lập Đảng Lao động Triều Tiên, Kim Nhật Thành ít có quan hệ với Đảng Cộng sản Triều Tiên, đồng thời giữa hai đảng này lại có những đối lập giữa các cá nhân, vì thế Đảng Lao động Triều Tiên có đánh giá mang tính phủ nhận đối với Đảng Cộng sản Triều Tiên.

## Lịch sử

### Nỗ lực đầu tiên
Ngày 20/12/1922 thành lập Cao Ly Cộng sản Đảng tại Thượng Hải nhưng không được Quốc tế 3 công nhận. Giai đoạn 1925 – 1945, nhiều lần giải tán rồi tái lập nhưng vẫn lấy tên là Triều Tiên Cộng sản Đảng. Sự lập – tán này là kết quả của sự khác biệt về đường lối và sự tồn tại của quá nhiều phái cộng sản tại Triều Tiên (Hỏa Diệu phái, Marx–Lenin phái, Thượng Hải phái, Y thị phái, Bắc Phong hội, Hán Thành phái, Hán Thượng phái), gần như mỗi lần tái lập là do một phái chủ trương, tìm cách xây dựng phong trào để có được sự chấp nhận và ủng hộ từ phía Quốc tế 3.
Sau nhiều nỗ lực thất bại trong việc thành lập một đảng cộng sản, Đảng Cộng sản Triều Tiên được thành lập vào ngày 17 tháng 4 năm 1925. Nó được thành lập bởi các thành viên của Hán Thành phái, và Đại hội thành lập có 15 các nhân. Đại hội đã thành lập Ban Chấp hành Trung ương gồm 7 ủy viên và Ủy ban Kiểm tra Trung ương gồm 3 ủy viên. Ngày hôm sau, ngày 18 tháng 4, nó đã triệu tập cuộc họp đầu tiên của Ban Chấp hành Trung ương (CEC) tại nhà của Kim Chan. Cuộc họp đã phân công trách nhiệm công việc giữa các thành viên CEC; Kim Chae-bong được giao công việc thư ký, các vấn đề tổ chức cho Cho Tong-ho, công tác tuyên truyền cho Kim Chan,nhân sự cho Kim Yak-su,lao động và nông nghiệp cho Chong Un-hae, chính trị và kinh tế cho Yi Chin-hi và an ninh cho Chu Chong-gon. Quyết định thành lập Đoàn Thanh niên Cộng sản được đưa ra tại cuộc họp và bầu Pak Hon-yong àm trưởng ban thư ký, công tác tổ chức cho Kwon O-sol, tuyên truyền cho Shin Chol-su, giáo dục và đào tạo cho Kim Tan-ya, an ninh cho Hong Chung.sik, và thông tin tóm tắt về liên lạc với Cho Pong-am. Cho Tong-ho được giao trách nhiệm soạn thảo hiến pháp và các điều luật cho đảng, và được cử sang Liên Xô vào tháng 5 năm 1925 để được Quốc tế Cộng sản (Comintern), chính thức công nhận vào tháng 5 năm 1926.
Tuy nhiên, một số người cộng sản cuối cùng bị bỏ tù tại một lễ cưới vào tháng 11 năm 1925. Một số người cộng sản đã tham dự lễ cưới, bao gồm cả Tokko Chon và Kim Kyong-so,và tham gia vào một cuộc ẩu đả với cảnh sát Nhật Bản, trong đó họ nói rõ quan điểm chính trị của mình. Khi điều tra thêm, cảnh sát Nhật Bản đã tìm được một số tài liệu đảng và tài liệu cộng sản trong nhà của các nghi phạm. Cuối cùng, cảnh sát Nhật Bản đã bắt giữ ước tính khoảng 100 cá nhân và bị kết án 83 vì tội thành lập một tổ chức cộng sản bất hợp pháp.  Điều này đã giải thể Đảng Cộng sản một cách hiệu quả. Các học giả về Triều Tiên Robert A. Scalapino và Chong-Sik Lee lưu ý rằng "Giai đoạn ngay sau năm 1925 là một giai đoạn thất bại và thất vọng không dứt đối với những người Cộng sản Triều Tiên. Trong vòng ba năm, có không dưới bốn nỗ lực thành lập Đảng Cộng sản Triều Tiên. Tất cả đều nhanh chóng đã kết thúc trong thất bại."
Đảng này đã trở thành bộ phận Triều Tiên của Quốc tế Cộng sản tại đại hội quốc tế lần thứ 6 vào tháng 8 đến tháng 9 năm 1928. Nhưng chỉ sau vài tháng với tư cách là Bộ phận Triều Tiên, mối thù truyền kiếp giữa các phe phái đối địch trong đảng này ngay từ khi thành lập đã dẫn đến Comintern giải tán Đảng Cộng sản Triều Tiên vào tháng 12 cùng năm. Tuy nhiên, đảng tiếp tục tồn tại thông qua nhiều chi bộ khác nhau. Một số người cộng sản, như Kim Il-sung đã sống lưu vong ở Trung Quốc, nơi họ gia nhập Đảng Cộng sản Trung Quốc. Vào đầu những năm 1930, những người cộng sản Triều Tiên và Trung Quốc bắt đầu hoạt động du kích chống lại lực lượng Nhật Bản.
18/5/1930: Trước tình hình phân liệt các phái, Ban phương Đông, Quốc tế Cộng sản quyết định, các Đảng viên phân tán ở Trung Quốc, Nhật Bản, Liên xô, căn cứ vào nguyên tắc “nhất đảng – nhất quốc” của Đại hội 5 Quốc tế Cộng sản, lấy tư cách cá nhân tham gia vào ĐCS ở nước sở tại, tham gia cách mạng tại nước đó, đồng thời kế tục sự nghiệp phản Nhật phục quốc. 20/6/1930: Quốc tế 3 yêu cầu phái Hán Thượng giải tán Ủy ban trù bị tái lập ĐCS Triều Tiên. Đến 24/6/1930, thành lập “Tại Mãn Châu Triều Tiên nhân Cộng sản chủ nghĩa giả Đồng minh” (Liên minh người công sản Triều Tiên tại Mãn Châu) nhưng rồi đến tháng 8 cũng giải tán. Đảng viên Cộng sản Triều Tiên hoạt động trong tổ chức của ĐCS Trung Quốc. 29/6, TƯ ĐCS Trung Quốc chỉ thị Mãn Châu tỉnh ủy không để các Đảng viên Triều Tiên mang theo những phân liệt bộ phái vào tổ chức, phải theo đường lối thống nhất chung, giữa Đảng viên Trung và Triều không có ưu đãi, phân biệt. Đảng viên nào không phục tùng, có sự đấu tranh khuynh hướng lẫn nhau, thì bị khai trừ.
Sau sự biến “Cửu nhất bát” (Quân Quan Đông Nhật Bản bất ngờ đánh chiếm Mãn Châu), Từ 1930-1934: Các Đảng viên kiện toàn tổ chức. các huyện ủy, khu ủy Mãn Châu phần nhiều là người Triều Tiên. Năm 1934, tại Đông Bắc Trung Quốc, có 18 chi đội du kích chống Nhật và tổ chức Đảng, các tổ chức quần chúng đến 95% là người Triều Tiên.
Từ 1932 – 1935: Diễn ra sự kiện “Chống Dân sinh đoàn” – một sự kiện sai lầm tả khuynh của ĐCS Trung Quốc. “Dân sinh đoàn” vốn là một tổ chức thân Nhật của bọn Triều gian thành lập để phá hoại phong trào cách mạng vùng Đông Bắc. Tỉnh ủy Mãn Châu coi chống Dân sinh đoàn trở thành nhiệm vụ trọng tâm, nhưng lại quy kết võ đoán rằng: các tổ chức Đảng, quần chúng tại địa phương “đến 40% là Dân sinh đoàn”. Trong Đảng, quân đội không khí hoài nghi cán bộ, bộ đội Triều Tiên bao trùm. Tổ chức tiến hành kiểm tra, bắt giữ 560 cán bộ, bộ đội, trong đó 430 người bị xử tử, gồm cả 25 Đặc ủy viên và huyện ủy viên. Sau đó, tiến hành tổ chức điều chỉnh biên chế, “cơ tầng bộ đội Trung – Triều phân khai biên chế”. Phong hàng ngũ kháng Nhật khủng hoảng sâu sắc. Lực lượng Cách mạng Triều Tiên chủ yếu là ML phái, tuyên bố thành lập một Đảng Cộng sản độc lập, thông qua cương lĩnh. Năm 1935, một số lãnh đạo bí mật nhóm họp tại Thượng Hải, khai mạc hội nghị, nhận định: Sau sự biến “Cửu nhất bát”, Đông Bắc Trung Quốc là trung tâm cách mạng Triều Tiên, cho nên lực lượng cách mạng Triều Tiên không nên phân tán, “không thể như muối hòa tan vào phong trào cách mạng Trung Quốc được”, mà “nên lấy tư cách tổ chức mà gia nhập” cách mạng Trung Quốc, nên liên hợp lại, tiến hành thống nhất sự lãnh đạo cách mạng. Đế năm 1936, phong trào chống Dân sinh đoàn mới bị đình chỉ và tiến hành sửa sai.
Tháng 7 năm 1935, Đại hội 7 Quốc tế cộng sản khai mạc, các đại biểu Triều Tiên phát biểu phê phán sách lược chống Dân sinh đoàn, yêu cầu cần phân tách rõ bọn thiểu số phản động lãnh đạo với quảng đại quần chúng trong đó. Đại hội cũng quyết định theo đường lối cách mạng chung: tranh thủ thời cơ thành lập mặt trận dân tộc rộng rãi, chuyển trọng tâm sang giành độc lập dân tộc, tạm gác đấu tranh giai cấp và vấn đề lập Đảng. Vì vậy, đối với Triều Tiên, thành lập Triều Tiên Tổ quốc quang phục hội và Triều Tiên nhân dân quân đội. ĐCS Trung Quốc tiếp thu ý kiến của Quốc tế Cộng sản và có một số chính sách nhất định, nhưng thực tế chưa triển khai được việc thành lập Đảng. Triều Tiên tổ quốc quang phục hội thành lập 6/1936, đặt dưới sự lãnh đạo của ĐCS Trung Quốc, sau sự kiện Huệ Sơn năm 1938, thực tế không còn hoạt động. Các nhóm du kích do Kim Nhật Thành liên hiệp năm 1934, tổ chức thành Triều Tiên Nhân dân Cách mạng Quân và Kháng Nhật Thống nhất Chiến tuyến Quang phục hội (kiến lập ngày 5/5/1935) dần có vai trò lớn trong phong trào kháng Nhật thời kì này. Cho đến trước khi chiến tranh thế giới thứ 2 kết thúc, các Đảng viên cộng sản Triều Tiên không có một tổ chức thống nhất nào, mà vẫn phân thành các phái.

### Thời kỳ sau Thế chiến 2 (1945–46)
Sau khi được giải phóng khỏi sự chiếm đóng của Nhật Bản vào năm 1945, tình hình đối với những người cộng sản Triều Tiên đã thay đổi đáng kể. Đất nước bị chia cắt thành vùng chiếm đóng của Mỹ và Liên Xô, và điều kiện hoạt động của đảng ở hai vùng rất khác nhau.
Ở miền Nam, lãnh đạo đảng Pak Hon-yong, người từng là một chiến sĩ kháng chiến và hoạt động tích cực ở Seoul sau khi được trả tự do vào năm 1945. Ông đã tổ chức lại một Ủy ban Trung ương, trong đó ông trở thành Bí thư. Trụ sở ở Seoul, ông có liên hệ hạn chế với các lực lượng chiếm đóng của Liên Xô ở phía bắc.
Hồng quân Liên Xô đã giải phóng miền bắc Triều Tiên vào tháng 8 năm 1945. Hầu hết các đảng viên của Đảng Cộng sản Triều Tiên ở miền nam Triều Tiên và có rất ít cán bộ Cộng sản ở miền bắc. Liên Xô bắt đầu dựa phần lớn vào những người cộng sản lưu vong đã trở về Triều Tiên vào cuối Thế chiến thứ hai cũng như những người dân tộc Triều Tiên là một phần của cộng đồng Triều Tiên lớn ở Liên Xô và do đó là công dân Liên Xô.
Kim Il-sung đã trở thành một nhân vật nổi bật của đảng ở các khu vực phía bắc. Sau những năm làm lãnh đạo du kích, Kim Il-sung đã chuyển đến Liên Xô (nơi các nhà sử học tin rằng con trai ông là Kim Jong-il sinh năm 1941) và trở thành Đại úy trong Hồng quân. Tiểu đoàn của ông đến Bình Nhưỡng đúng lúc Liên Xô đang tìm kiếm một người phù hợp có thể đảm nhận vai trò lãnh đạo ở Triều Tiên.
Ngày 13 tháng 10 năm 1945, Cục Bắc Triều Tiên của Đảng Cộng sản Triều Tiên được thành lập. Mặc dù về mặt kỹ thuật nằm dưới sự kiểm soát của ban lãnh đạo đảng có trụ sở tại Seoul,Cục Bắc Triều Tiên có rất ít liên hệ với Seoul và làm việc chặt chẽ với Soviet Civilian Authority. Cục trưởng đầu tiên là Kim Yong-bom người được Comintern cử tới Triều Tiên vào những năm 1930 để tiến hành các hoạt động ngầm.là thành viên của Cục khi mới thành lập và thay thế Kim Yong-bom làm chủ tịch vào tháng 12 năm 1945. Các nhà sử học chính thức của Triều Tiên sau đó phản bác điều này, cho rằng Kim Il-sung đã trở thành chủ tịch của Cục từ khi Cục mới thành lập.Hơn nữa, các nguồn tin chính thức của Triều Tiên cho rằng cuộc họp được tổ chức vào ngày 10 tháng 10. Ngày 10 tháng 10 được coi là 'Ngày thành lập Đảng' ở Triều Tiên, nơi Kim Il-sung thành lập đảng Mác-Lênin chân chính đầu tiên ở nước này. Các nhà sử học chính thức của Triều Tiên tìm cách hạ thấp vai trò của các nhà lãnh đạo cộng sản thời kỳ đầu như Pak Hon-yong. Các nguồn tin chính thức của Triều Tiên cho rằng tên của Cục đã được đổi thành 'Ban Tổ chức Đảng Cộng sản Bắc Triều Tiên' (thường được gọi đơn giản là 'Đảng Cộng sản Bắc Triều Tiên').
Ngày 22 tháng 7 năm 1946, Cục Bắc Triều Tiên cùng với Đảng Tân Dân Triều Tiên, Đảng Dân chủ Xã hội và Đảng Thanh hữu Thiên Đạo (những người ủng hộ phong trào tôn giáo có ảnh hưởng) để thành lập Mặt trận Dân chủ Thống nhất Tổ quốc Bắc Triều Tiên.
Vào ngày 29 tháng 7 năm 1946, Đảng Tân Dân và Cục Bắc Triều Tiên đã tổ chức một cuộc họp toàn thể của các Ủy ban Trung ương của cả hai đảng và đồng ý hợp nhất thành một thực thể duy nhất. Một hội nghị thành lập Đảng Lao Động Bắc Triều Tiên được tổ chức vào ngày 28–30 tháng 8.
Tháng 9 năm 1946, Đảng Cộng sản Triều Tiên lãnh đạo Tổng bãi công trên toàn quốc. Vào lúc cao điểm, hơn 250.000 công nhân đã tham gia cuộc bãi công, cuộc đình công này phát triển thành cuộc nổi dậy đầu tiên của tháng Mười Daegu (Cuộc nổi dậy mùa thu)..
Phần còn lại của đảng, vẫn hoạt động ở các khu vực phía Nam, hoạt động dưới tên Đảng Cộng sản Hàn Quốc. Đảng hợp nhất với phần còn lại ở phía Nam của Đảng Tân Dân và một phe của Đảng Nhân dân Triều Tiên (the so-called forty-eighters), thành lập Đảng Công nhân Hàn Quốc vào ngày 23 tháng 11 năm 1946.